# Ustia (Glodeni)
Ustia è un comune della Moldavia situato nel distretto di Glodeni di 1.972 abitanti al censimento del 2004